# Tisová (Kraslice)
Tisová (německy Eibenberg) je malá vesnice, část města Kraslice v okrese Sokolov v Karlovarském kraji. Nachází se na severu Kraslic. Je zde evidováno 70 adres. V roce 2011 zde trvale žilo 82 obyvatel. Vesnicí protéká Bublavský potok.
Tisová leží v katastrálním území Tisová u Kraslic o rozloze 2,03 km².

## Historie
První písemná zmínka o vesnici pochází z roku 1654.
Tisová byla jistě založena horníky již v 16. století, kteří si svá obydlí stavěli v údolí potoka a na svazích okolních kopců. Dolování na svazích vrchu Tisovec (807 metrů) se uvádí v Kraslické horní knize z let 1590–1614. Vytěžené rudy se zpracovávaly v hutích poblíž Bublavského potoka. Po útlumu těžby rud koupili huť Jiří v Tisové obchodníci Josef Keylwerth a Bedřich Landrock přebudovali ji na třípatrovou budovu přádelny a vybavili ji anglickými stroji na spřádání bavlny. Stroje poháněla vodní energie. Pracovalo zde devadesát dělníků. Kromě nich zaměstnávala továrna navíc 500 domácích přadláků. Vesnice neměla vlastní kostel, měla však vlastní hřbitov s kaplí, která později složila jako márnice. V roce 1930 měla Tisová poštu a školu.

### Hornictví
Ložisko mědi v Tisové se stalo ekonomickou základnou královského horního města Kraslice.

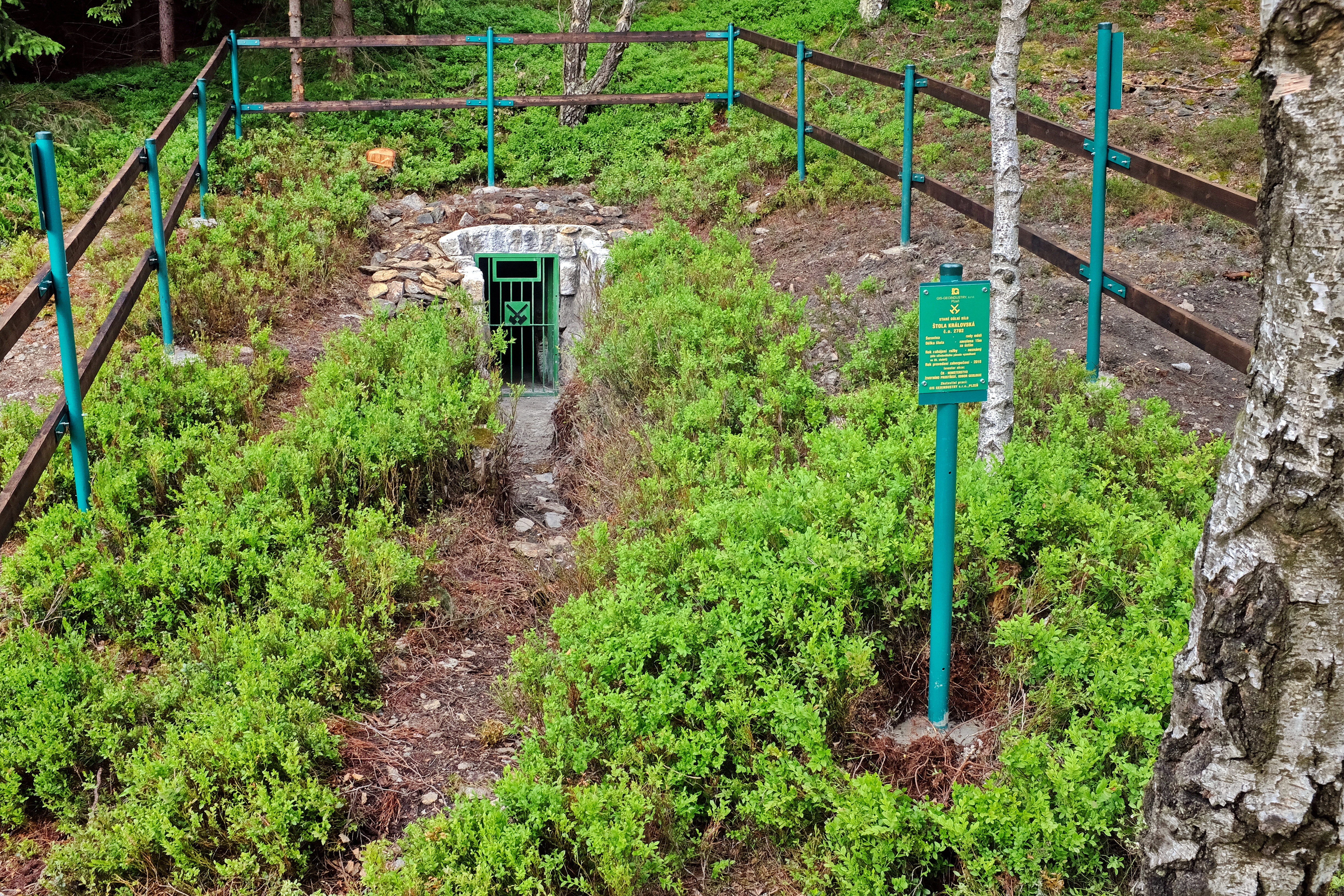
Ústí Královské štoly

 Hlavní rudou mědi byl chalkopyrit. Díky posloupnosti měděná ruda – měděné hutě – měď – mosazárna – výroba žesťových hudebních nástrojů jsou Kraslice přezdívané „městem hudby“. Největší rozkvět dolování měděné rudy spadá do 15.–17. století za panství Pluhů, Šliků a Schönburgů. Zejména Schönburgové využili poptávky po mědi pro zbrojní průmysl za tureckých válek a třicetileté války. Po roce 1627 začala těžba klesat, hornictví téměř zaniklo a Tisovou opouštělo mnoho horníků, kteří se sem předtím přistěhovali z Německa. K obnovení těžby došlo v roce 1669. K dalšímu dočasnému zániku došlo během sedmileté války (1756–1763), mnohá důlní díla byla opuštěna. V roce 1821 došlo k zatopení štol, ale dolování bylo v roce 1858 opět obnoveno, brzy však ukončeno. Po nespěšné krátkodobé těžbě v letech 1899–1913 byl v roce 1950 zahájen geologický průzkum, který zjistil nové bilanční zásoby. Následovalo rozfárání rudních poloh, hlavním otvírkovým dílem byla jáma Helena s devíti rozfáranými patry do hloubky 250 metrů. V roce 1954 vznikl podnik Západočeské rudné doly v Tisové, který v dubnu 1958 převzaly Rudné doly Příbram. V roce 1964 zaměstnával důl Helena 78 pracovníků a vytěžilo se 2 437 tun rudy. Ruda byla převážena nákladními auty do úpravny v Krásně. Rudní koncentrát mědi s příměsí stříbra byl následně expedován na Slovensko, do huti v Krompachách. Pokračujícím průzkumem báňskými díly na patrech 340 metrů a 400 metrů byly ověřeny geologické zásoby 4 329 000 tun rudy s průměrným obsahem 0,94 % mědi. V roce 1994 byl provoz dolu ukončen v souvislostí s ukončením těžby a úpravy rud v Krásně. Pozůstatky po starých důlních dílech a hutí na zpracování rud, propadlé štoly, haldy hlušiny a strusky se nachází zejména nad levým břehem Bublavského potoka a na svazích vrchu Tisovec. Severovýchodě od Tisové byla na svahu Tisovce vyhlášena v roce 2009 evropsky významná lokalita od roku 2018 chráněná jako přírodní památka Tisovec.

## Obyvatelstvo
Při sčítání lidu v roce 1921 zde žilo 1 668 obyvatel, z toho 1 661 Němců a sedm cizinců. K římskokatolické církvi se hlásilo 1 525 obyvatel, 143 k církvi evangelické.
Místní obyvatelé pracovali převážně v dolech na měděnou rudu, v úpravách rudy a později v místní přádelně.
| Rok                                                          | 1869  | 1880  | 1890  | 1900  | 1910  | 1921  | 1930  | 1950 | 1961 | 1970 | 1980 | 1991 | 2001 | 2011 | 2021 |
| ------------------------------------------------------------ | ----- | ----- | ----- | ----- | ----- | ----- | ----- | ---- | ---- | ---- | ---- | ---- | ---- | ---- | ---- |
| Počet obyvatel                                               | 1 172 | 1 579 | 1 959 | 1 748 | 1 932 | 1 668 | 1 794 | 280  | 485  | 184  | 128  | 74   | 88   | 82   | 88   |
| Počet domů                                                   | 86    | 130   | 178   | 177   | 184   | 201   | 265   | 331  | -    | 58   | 40   | 37   | 44   | 44   | 47   |
| Počet domů z roku 1961 je zahrnut v přehledu města Kraslice. |       |       |       |       |       |       |       |      |      |      |      |      |      |      |      |

## Obecní správa
Při sčítání lidu v letech 1850–1868 Tisová byla samostatnou obcí v okrese Kraslice. V letech 1869–1909 byla osadou obce Zelená Hora, ale v letech 1910–1950 byla uváděna znovu jako obec v okrese Kraslice. Od roku 1961 je částí města Kraslice v okrese Sokolov. V letech 1950–1959 k obci patřila Zelená Hora.